# Cool, Texas
Cool är en ort i Parker County i Texas. Vid 2010 års folkräkning hade Cool 157 invånare.